# Мевлют Ган Екелік
Мевлют Ган Екелік (тур. Mevlüt Han Ekelik, нар. 16 грудня 2004, Анталія, Туреччина) — турецький футболіст, півзахисник клубу «Антальяспор».

## Ігрова кар'єра

### Клубна
Мевлют Ган Екелік народився у місті Анталія і є вихованцем місцевого клубу «Антальяспор», де він пройшов через молодіжні команди. Дебют футболіста на професійному рівні відбувся 24 липня 2020 року, коли він вийшов на заміну у матчі чемпіонату Туреччини проти «Галатасарая».
На той момент Мевлют Ган Екелік у віці неповних 16 - ти років став четвертим наймолошим дебютантом в історії турецької Супеліги.

### Збірна
З 2019 року Мевлют Ган Екелік захищає кольори юнацьких збірних Туреччини.